# Miss Guanabara
Miss Estado da Guanabara (ou popularmente conhecido somente como Miss Guanabara) foi uma competição que escolhia a melhor representante do extinto estado da Guanabara para o concurso de Miss Brasil. A competição existiu desde a criação da unidade federativa, em 1960 até a sua completa extinção, em 1974.

## Participação
A Guanabara foi muito bem sucedida em termos de número de semifinalistas, tendo quatro Misses Brasil. Foi um dos quatro estados a ter duas Misses Brasil consecutivas (os outros são o Rio de Janeiro, o Rio Grande do Sul e São Paulo). A Guanabara se classificou em todos os anos em que participou do concurso nacional. A Guanabara deveria ter conquistado o primeiro título de Miss Brasil em 1958, com Adalgisa Colombo. No entanto, nas seis primeiras edições do concurso nacional, o estado ainda não havia sido criado. Sendo assim, Adalgisa venceu o Miss Brasil como Miss Distrito Federal.
Quatro Misses Guanabara competiram no Miss Universo. O estado é um dos que têm mais de dez representantes de concursos de beleza internacionais (12 ao todo). Outras quatro competiram no Miss Mundo e mais quatro no Miss Beleza Internacional. Dessas representantes, as que obtiveram títulos internacionais foram Maria da Glória Carvalho e Lúcia Tavares Petterle, respectivamente Misses Guanabara 1968 e 1971, que foram coroadas Miss Beleza Internacional e Miss Mundo nos respectivos anos.

## Vencedoras
| Ano  | Vencedora                | Clube                            | Colocação              | Miss Universo          |
| 1974 | Carla Mari Von Klippel   | Clube Sírio-Libanês              | Semifinalista (Top 08) |                        |
| 1973 | Denise Penteado Costa    | Nevada Praia Clube               | 2º. Lugar              |                        |
| 1972 | Jane Vieira Macambira    | Ass. Atlética Vila Isabel        | 3º. Lugar              |                        |
| 1971 | Lúcia Tavares Petterle   | Tijuca Tênis Clube               | 2º. Lugar              |                        |
| 1970 | Eliane Fialho Thompson   | Floresta Country Club            | MISS BRASIL 1970       | Semifinalista (Top 15) |
| 1969 | Mara de Carvalho Ferro   | Clube São Cristóvão Imperial     | 4º. Lugar              |                        |
| 1968 | Maria da Glória Carvalho | Clube Monte Líbano               | 3º. Lugar              |                        |
| 1967 | Vera Lúcia de Castro     | Motel Country Clube Bandeirantes | Semifinalista (Top 08) |                        |
| 1966 | Ana Cristina Ridzi       | Marã Tenis Clube                 | MISS BRASIL 1966       | Não se classificou.    |
| 1965 | Maria Raquel de Andrade  | Clube Estrela Solitária          | MISS BRASIL 1965       | Semifinalista (Top 15) |
| 1964 | Vera Lúcia dos Santos    | Renascença Clube                 | 2º. Lugar              |                        |
| 1963 | Vera Lúcia Maia          | Fluminense Futebol Clube         | 3º. Lugar              |                        |
| 1962 | Vera Lúcia Sabá          | Clube Monte Líbano               | 3º. Lugar              |                        |
| 1961 | Alda Maria Coutinho      | Clube Leblon                     | 3º. Lugar              |                        |
| 1960 | Gina MacPherson          | Botafogo de Futebol e Regatas    | MISS BRASIL 1960       | Semifinalista (Top 15) |

## Outros Concursos

### Miss Mundo
- (1961) - Alda Coutinho: Não se classificou.
- (1962) - Vera Lúcia Saba: Não se classificou.
- (1963) - Vera Lúcia Maia: Semifinalista (Top 14).
- (1971) - Lúcia Petterle: Miss Mundo 1971.

### Miss Internacional
- (1964) - Vera Lúcia Couto: 3º. Lugar.
- (1968) - Maria da Glória Carvalho: Miss Internacional 1968.
- (1972) - Jane Vieira Macambira: 4º. Lugar.
- (1973) - Denise Penteado Costa: Não se classificou.